# Гуггенхайм Гвадалахара
Ґуґенгайм Ґвадалахара — музей мистецтва, який запропонував побудувати фонд Соломона Роберта Гуггенхайма у Гвадалахарі, Халіско, Мексика. Має бути збудована 24-поверхова вежа, запроєктована Енріке Нортеном. Будівництво планують завершити до 2011.
Спорудження музею було заплановано розпочати у 2007 році, але через проблеми з фондом початок робіт відклали до 2008 року. Коли він буде завершений, через свою конструкцію та екологічні матеріали, це буде найдорожчий музей Гуггенхайма з досі збудованих.
Від проєкту відмовилися у 2009 році.